# تروی کاتسر
تروی مایکل کاتسر (انگلیسی: Troy Michael Kotsur؛ ‎/ˈkɒtsər/‎؛ زادهٔ ۲۴ ژوئیه ۱۹۶۸) بازیگر و کارگردان ناشنوای اهل ایالات متحده آمریکا است. از فیلم‌ها یا برنامه‌های تلویزیونی که وی در آن نقش داشته‌است، می‌توان به سی‌اس‌آی: نیویورک، ذهن‌های جنایتکار، شماره ۲۳ و کودا اشاره کرد. نقش مکمل وی در فیلم کودا (۲۰۲۱) جوایز متعددی از جمله: جایزه اسکار، جایزه بفتا، جایزه انجمن بازیگران، و جایزه سینمایی انتخاب منتقدان را برایش به ارمغان آورد.